# الإقليم الجنوبي
الإقليم الجنوبي (بالإنجليزية: Southern Region)‏ هو أقليم في آيسلندا، يتبع آيسلندا، بلغ عدد سكانه 23311 نسمة، في 2007، عاصمته سيلفوس، تبلغ مساحته 24256 كيلومتر مربع.